# Liste der Bodendenkmale in Tröbitz
In der Liste der Bodendenkmale in Tröbitz sind alle Bodendenkmale der brandenburgischen Gemeinde Tröbitz und ihrer Ortsteile aufgelistet. Grundlage ist die Veröffentlichung der Landesdenkmalliste mit dem Stand vom 31. Dezember 2021. Die Baudenkmale sind in der Liste der Baudenkmale in Tröbitz aufgeführt.
|   | Gemarkung      | Flur | Kurzansprache | Bodendenkmalnummer | Bemerkung | Bild |
| - | -------------- | ---- | --- | ------------------ | --------- | ---- |
| 1 | Tröbitz (Lage) | 1    | Rast- und Werkplatz Steinzeit, Siedlung Bronzezeit                                                                                               | 20147              |           |      |
| 2 | Tröbitz (Lage) | 3    | Dorfkern deutsches Mittelalter, Dorfkern Neuzeit, Kirche Neuzeit, Kirche deutsches Mittelalter, Friedhof Neuzeit, Friedhof deutsches Mittelalter | 20148              |           |      |